# Scorzonera radiata
Scorzonera radiata là một loài thực vật có hoa trong họ Cúc. Loài này được Fisch. ex Ledeb. miêu tả khoa học đầu tiên năm 1833.